# Пунлаб, Динтала
Динтала Пунлаб (тайск. จินตหรา พูนลาภ; англ. Jintara Poonlarp; род. 6 марта 1969, Ройет) — тайская певица. Также известна под псевдонимом Цин.

## Об артистке
Одна из самых популярных и плодовитых артисток в жанрах мо-лам (тайский кантри) и лук тхунг (тайский поп-кантри). Выпустила 40 оригинальных альбомов, а также множество сборников. Самые известные песни в её исполнении — «Сатринг» (тайский поп), «Ма Таммаи» и «Фан Джа» — были записаны с Тонгчаи Мёгинтаном. Иногда Пунлаб награждают эпитетом Сау Сиенг Пхин (тайский: สาวเสียงพิณ), что означает «девушка с лютневым голосом».
Марк Эллингем в своём «Поверхностном руководстве по музыке мира» в 1999 году назвал Пунлаб «бесспорной Королевой мо-лама на протяжении целой декады», отметив её мощный и неотразимый голос: «Забудьте о миловидных певичках. Вот это — настоящая вещь». В путеводителе по Таиланду, вышедшем в 2012 году, Пунлаб назвали одной из звёзд исанской музыкальной сцены, наряду с Фенсаком Сонгсенгом.